# Trang viên Rydlówka

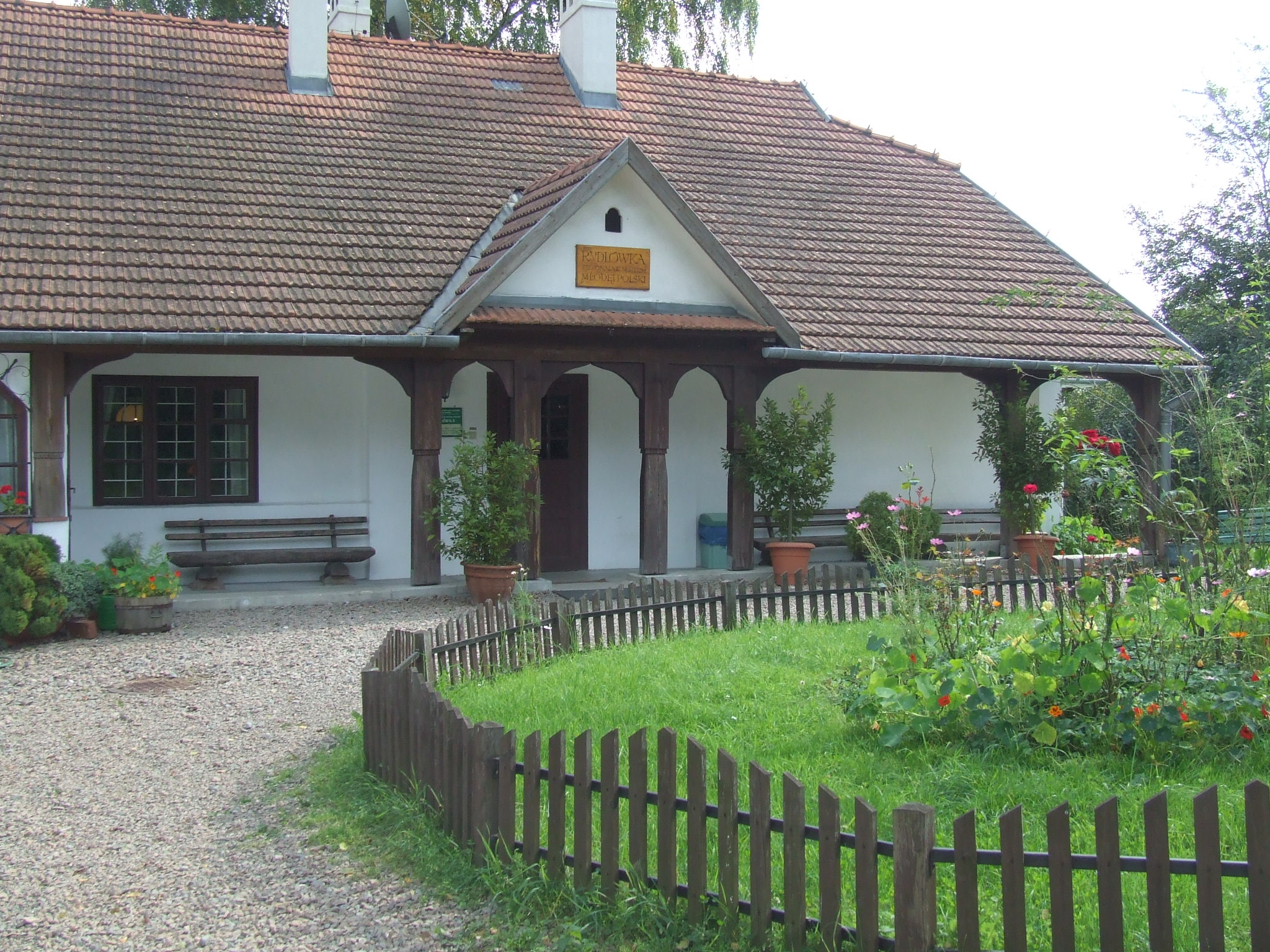
Rydlówka

Trang viên Rydlówka (tiếng Ba Lan: Dworek Rydlówka) là một trang viên lịch sử tọa lạc ở số 28 Phố Tetmajera, Bronowice Małe, Kraków, Ba Lan. Đây là địa điểm diễn ra đám cưới của nhà thơ Lucjan Rydel với cô gái nông dân Jadwiga Mikołajczyk vào ngày 20 tháng 11 năm 1900. Sự kiện này đã được nhà viết kịch Stanisław Wyspiański bất tử hóa trong vở kịch Wesele (The Wedding).

## Lược sử hình thành
Trong Trang viên Rydlówka có một bảo tàng do Hiệp hội Du lịch và Tham quan Ba Lan điều hành từ năm 1969 đến năm 2014. Theo thỏa thuận được ký kết với các chủ sở hữu của Trang viên Rydlówka là gia đình Rydel, từ năm 2016, bảo tàng này được Bảo tàng Lịch sử của Thành phố Kraków tiếp quản. Ngày 20 tháng 11 năm 2018, Trang viên Rydlówka được mở cửa trở lại với tư cách là một chi nhánh của Bảo tàng Lịch sử của Thành phố Kraków.

## Triển lãm
Triển lãm trong Trang viên Rydlówka bao gồm 5 phòng ở tầng trệt, cụ thể là: hội trường, phòng khiêu vũ, phòng cưới, góc tường và phòng sinh hoạt chung. Hiện tại, lối vào triển lãm nằm ở mặt bên của trang viên. Tại lối vào có một căn phòng đặt quầy thu ngân và một căn phòng chứa áo choàng.